# ピアノソナタ第6番 (シューベルト)
ピアノソナタ第6番 ホ短調 D 566 は、フランツ・シューベルトが1817年に作曲したピアノソナタ。
生前には出版されず、死後の1888年にブライトコプフ・ウント・ヘルテル社から第4番として第1楽章だけ出版された。自由な調性の選択と、旋律の美しさが際立った初期の未完作である。

## 曲の構成
全3楽章、演奏時間は約20分。ソナタとしては未完の作品であり、音楽学者のハワード・ファーガソンは、シューベルトは最終楽章として4分の2拍子の『ロンド ホ長調』（作品145の2, D 506）を当てようとしていたのではないか、と指摘している。
- 第1楽章 モデラート
ホ短調、4分の4拍子、ソナタ形式。
冒頭に "G - H - E" の主和音を鳴らし単純な主題がはじまる。第2主題は穏やかなト長調。展開部は短い。そして再現部のあとは第2主題をホ長調にしたままで明るく終わる。

- 第2楽章 アレグレット
ホ長調、4分の2拍子、ソナタ形式。
非常に美しい無言歌風の緩徐楽章。"Gis - Gis - Gis - H - A - Gis - Fis - Gis - A" の息長い旋律線がゆったりと全曲を覆う。随所に3連符をいれて動きをつけている。

- 第3楽章 アレグロ・ヴィヴァーチェ
変イ長調、4分の3拍子。
スケルツォ風の舞曲。増二度が登場し野卑な印象を与える。転調も自由でイ長調から変イ短調と目まぐるしい。中間部は変ニ長調。